# Rineloricaria platyura
Rineloricaria platyura är en fiskart som först beskrevs av Müller och Troschel, 1849.  Rineloricaria platyura ingår i släktet Rineloricaria och familjen Loricariidae. Inga underarter finns listade i Catalogue of Life.